# یواس‌اس رانکین (ای‌کی‌ای-۱۰۳)
یواس‌اس رانکین (ای‌کی‌ای-۱۰۳) (به انگلیسی: USS Rankin (AKA-103)) یک کشتی بود که طول آن ۴۵۹ فوت ۲ اینچ (۱۳۹٫۹۵ متر) بود. این کشتی در سال ۱۹۴۴ ساخته شد.